# Limnephilus flavicornis
Limnephilus flavicornis är en nattsländeart som först beskrevs av Fabricius 1787.  Limnephilus flavicornis ingår i släktet Limnephilus och familjen husmasknattsländor. Arten är reproducerande i Sverige. Inga underarter finns listade i Catalogue of Life.

## Bildgalleri

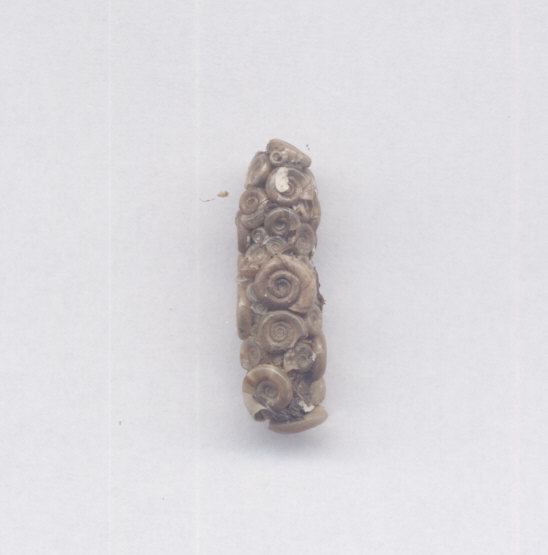
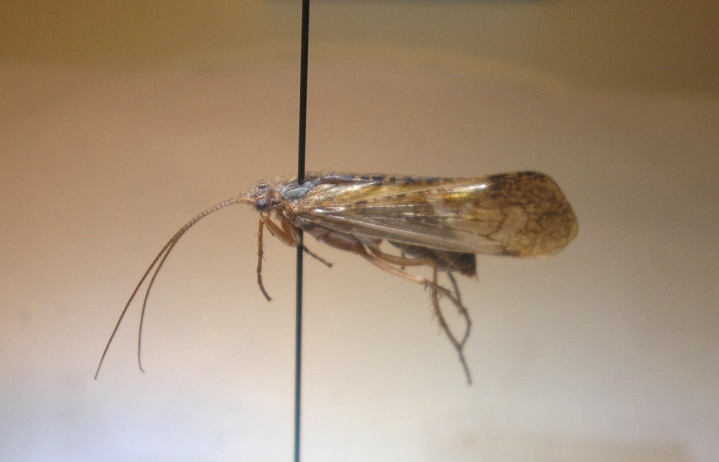
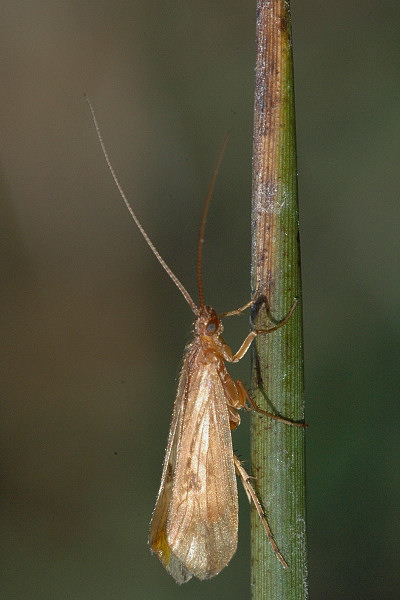
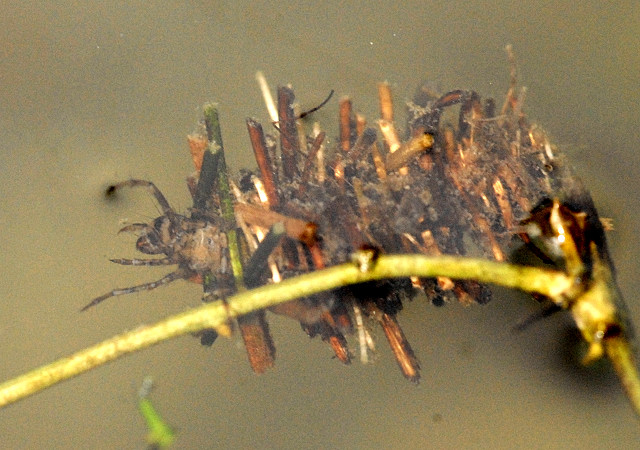
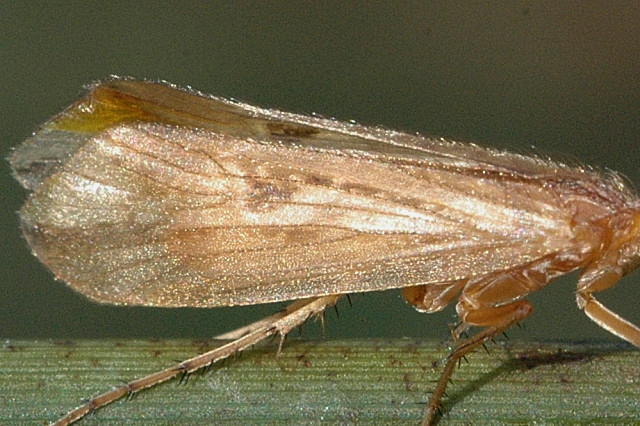